# Glendive
Glendive – miasto w Stanach Zjednoczonych, w stanie Montana, siedziba administracyjna hrabstwa Dawson.